# Suchej únor

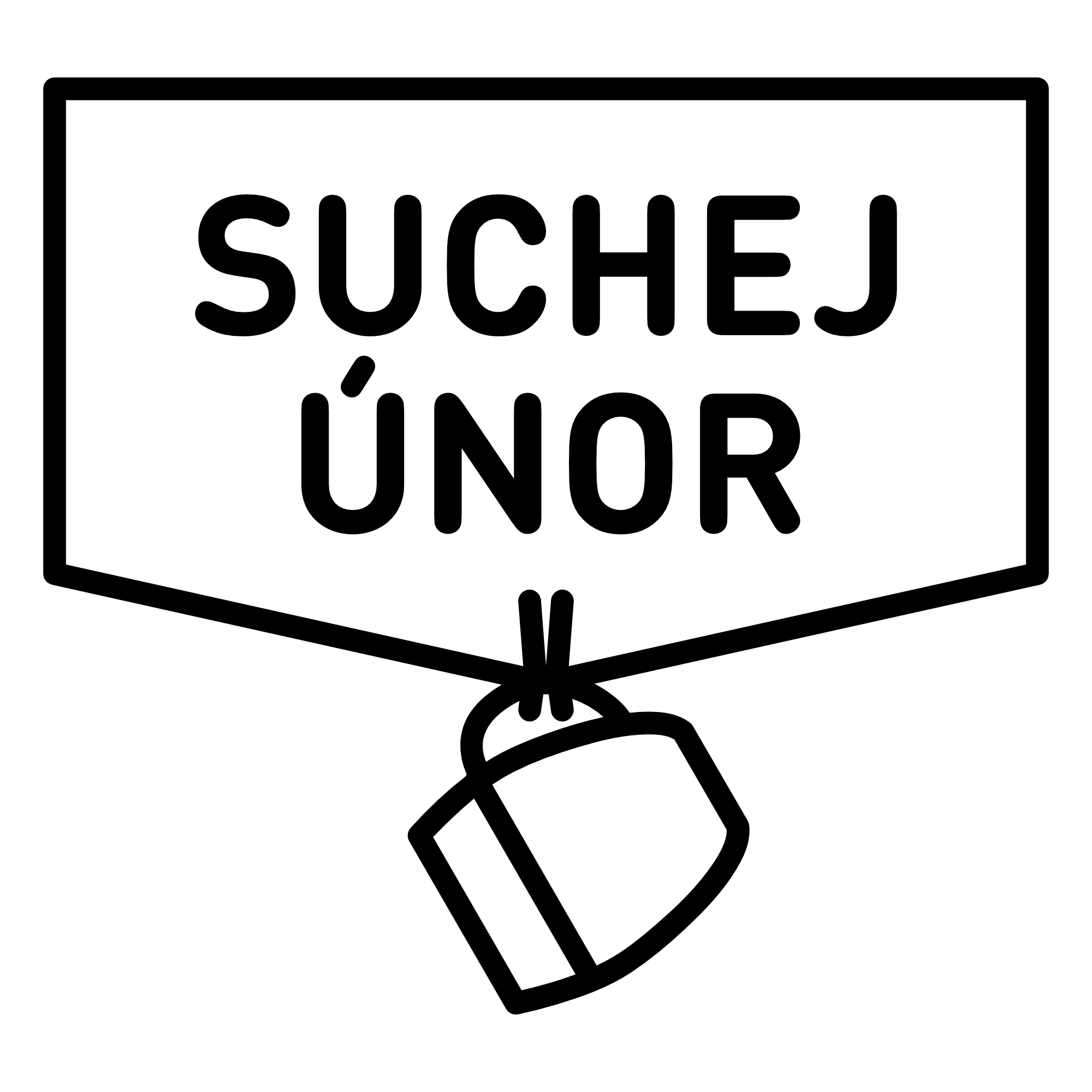
Logo kampaně Suchej únor

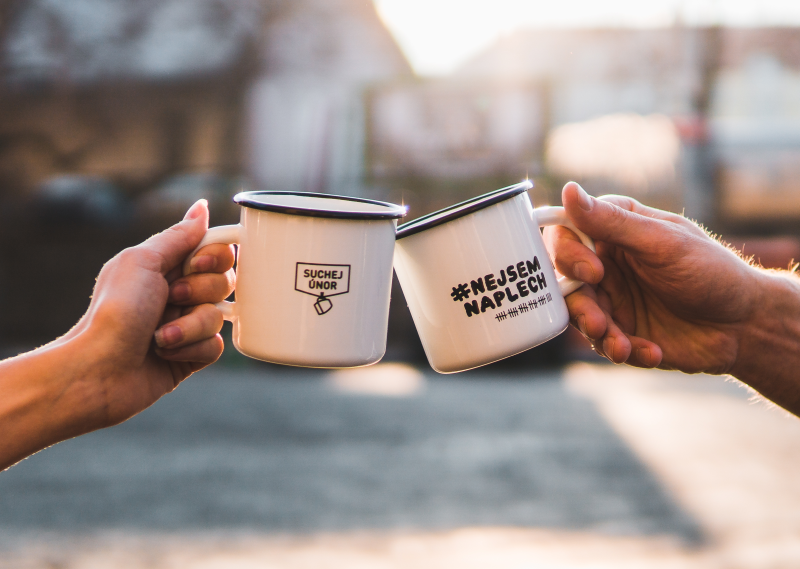
Plecháčky pro registrované účastníky v roce 2020

Suchej únor je česká a od roku 2021 oficiálně také slovenská osvětová kampaň podporující osobní zkušenost s měsíční abstinenci od alkoholu, pořádaná organizací Suchej únor (dříve Ligou otevřených mužů). Vyzývá lidi k měsíčnímu odepření si alkoholických nápojů a zvědomění si svého vztahu k alkoholu, případně též poukazuje na rizikové užívání.
K plnění výzvy je možno se registrovat; registrace je dobrovolná a směřuje k finanční podpoře kampaně, neziskové organizace a dalších dobročinných projektů, které kampaň podporuje.

## Historie
Suchej únor začala pořádat v roce 2013 Liga otevřených mužů (LOM). Kampaň byla původně zaměřena na zdraví mužů, kteří se v Česku dlouhodobě pohybují na světové špičce v pití alkoholu (zhruba čtyřikrát více než ženy a třikrát více než světový průměr). Fakta o spotřebě alkoholu organizátoři pravidelně shrnují v dokumentu zvaném Alkofakta.
Prvního ročníku se zúčastnilo zhruba 100 mužů. Od té doby kampaň rostla a otevřela se také ženám. V roce 2019 se podle průzkumu sociologické agentury Nielsen Admosphere zúčastnilo 6 % dospělé populace a povědomí o kampani se zvedlo na 47 %. V roce 2021 se zúčastnilo již 10,3 % dospělé populace a povědomí o kampani již bylo na úrovni 76 %.
Odborné partnerství kampaň navázala s Národním ústavem duševního zdraví (NÚDZ), Klinikou adiktologie 1. lékařské fakulty Univerzity Karlovy a Všeobecné fakultní nemocnice, BESIPem a Národní linkou pro odvykání, nebo s Ministerstvem zdravotnictví.

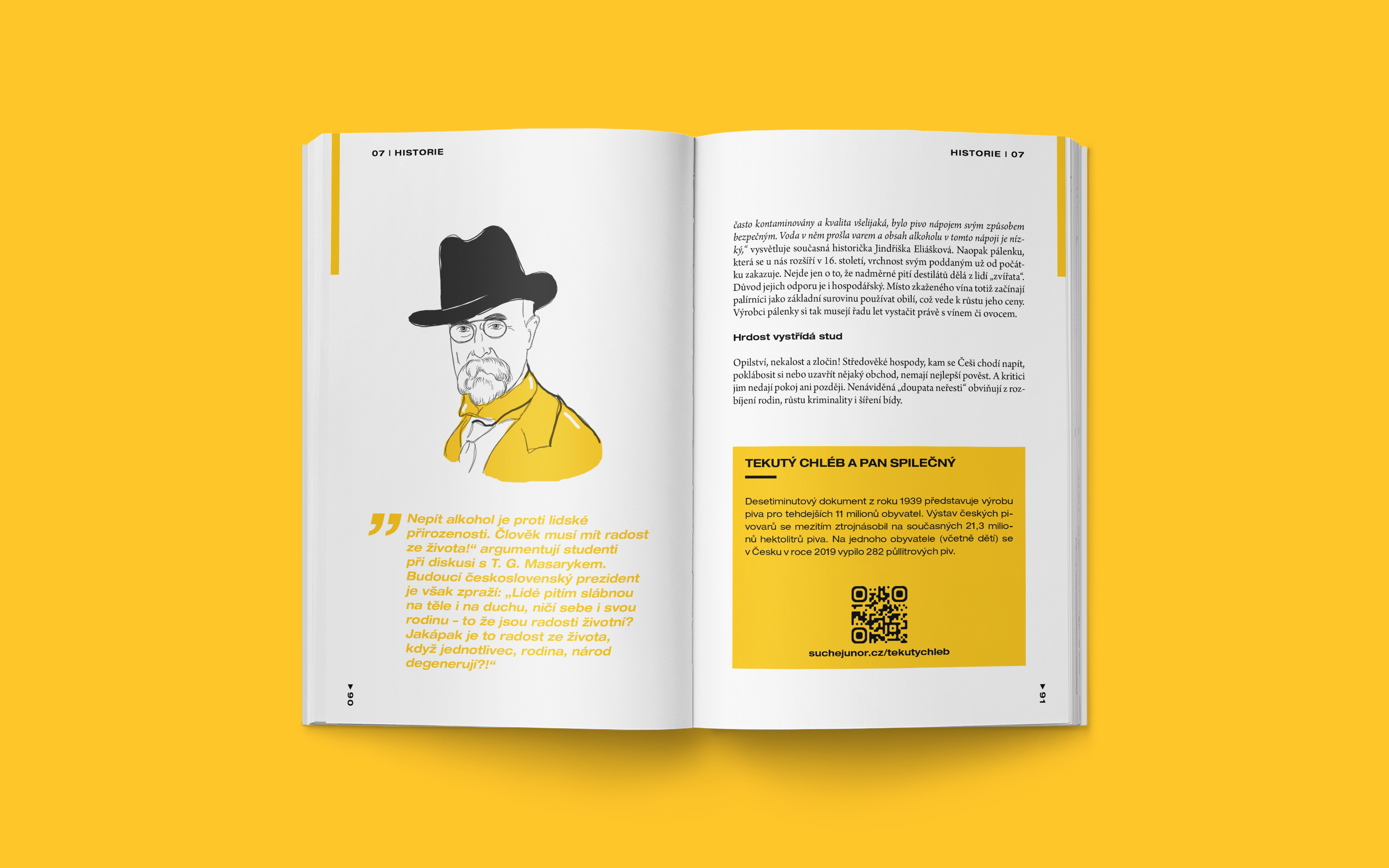
Kniha Suchej únor

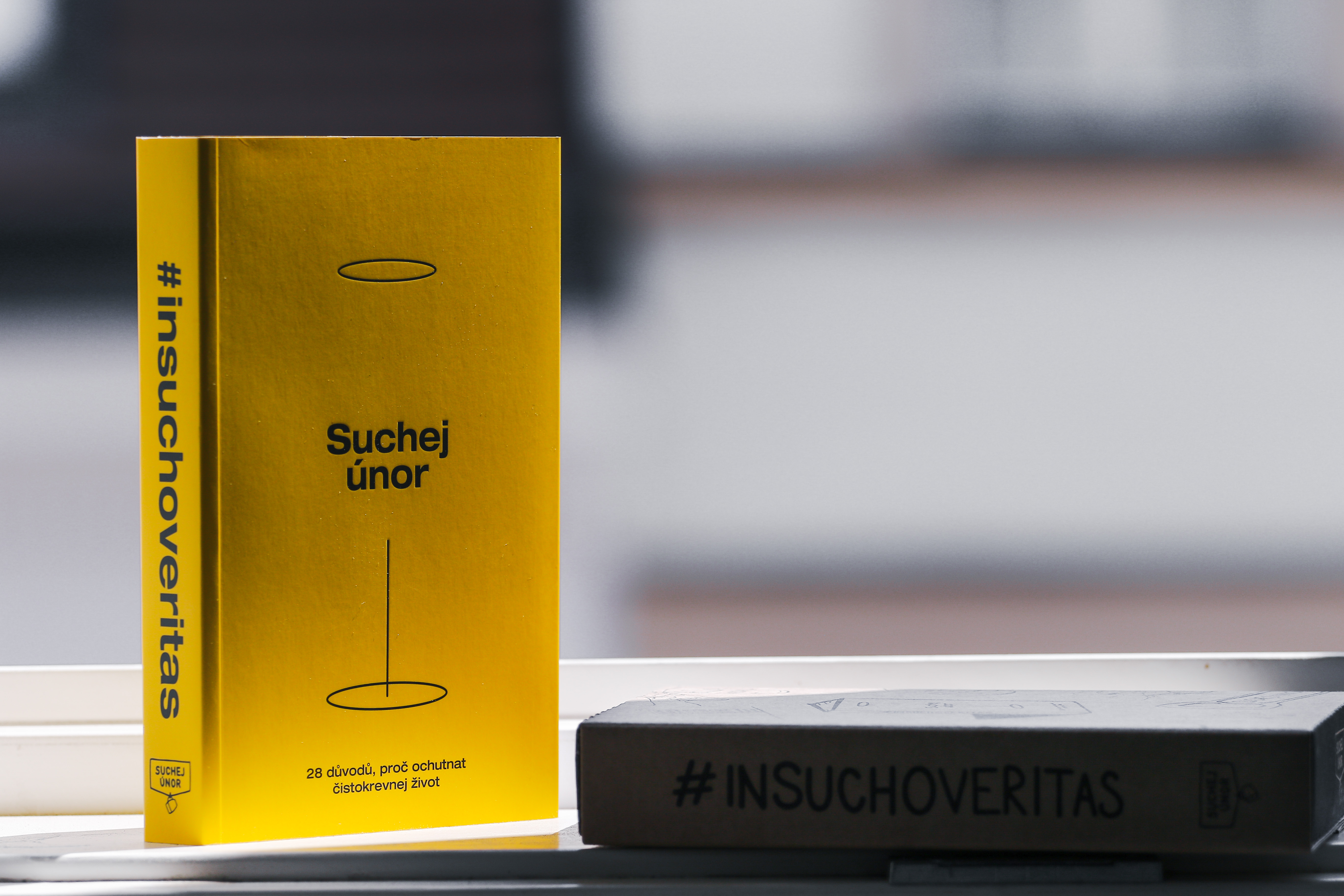
Kniha Suchej únor, 2021

V roce 2021 byla v rámci kampaně vydána kniha Suchej únor: 28 důvodů, proč ochutnat čistokrevnej život, představující alkohol a jeho dopady v různých společenských rolích a doplněná tematickými rozhovory s osobnostmi českého veřejného života. Mezi tyto osobnosti patří například Patrik Bartošák, Petr Fiala, Michaela Losekoot, Martin Hollý nebo Marian Jelínek.
Slovní spojení Suchej únor / Suchý únor jsou registrované slovní ochranné známky, jejichž vlastníkem je nezisková organizace Suchej únor, z.ú.[zdroj?]

## V zahraničí
Ve Spojeném království (a jiných evropských zemích) se, rovněž počínaje rokem 2013, koná akce Suchý leden. V Kanadě též běží Suchý únor – Dry Feb, podporován Canadian Cancer Society.

## Kritika s otazníkem
Kritici upozorňují, že akce samotná pomáhá pouze přesvědčovat přesvědčené a na dlouhodobé snižování spotřeby alkoholu nemá vliv. Kampaň je však všeobecně velmi dobře přijímána a její dlouhodobé dopady jsou vyhodnocovány i odborníky v rámci Národního monitorovacího střediska pro drogy a závislosti  Dopady kampaně nemusí být takové, jak je uváděno, a to především s ohledem na náročnost přiznat si nedodržení abstinence u rizikových konzumentů. Registrovaní účastníci kampaně nicméně deklarují dlouhodobé snížení konzumace ještě rok po skončení Suchého února. Organizátoři účastníkům zasílají „Alkotest" vytvořený ve spolupráci s NUDZ.